# François Rom
François Rom (Antwerpen, 1882. április 8. – ?, 1942. február 2.) olimpiai bajnok belga párbajtőrvívó.